# Levende steen
De levende steen (of palingbrood) (Einhornia crustulenta) is een mosdiertjessoort uit de familie van de Electridae. De wetenschappelijke naam van de soort werd in 1766 als Eschara crustulenta voor het eerst geldig gepubliceerd door Peter Simon Pallas.